# Ossun
Ossun är en kommun i departementet Hautes-Pyrénées i regionen Occitanien i sydvästra Frankrike. Kommunen ligger i kantonen Ossun som tillhör arrondissementet Tarbes. År 2022 hade Ossun 2 352 invånare.

## Befolkningsutveckling
Antalet invånare i kommunen Ossun
| Referens: INSEE |